# Chandrakanta
Chandrakanta (1938) es una escritora que nació en Srinagar, India. Ha escrito muchas novelas e historias en el lenguaje hindi, incluyendo la epopeya de Kathar Satisar, premiado con el premio Vyas Samman de 2005.
Hasta hoy, ha publicado cerca de 200 historias cortas. También ha publicado 7 novelas, así como poesía. Sus escritos tratan temas de índole sociopolítico y temas que conciernen a mujer en general. El estado indio de Kashmir constituye el trasfondo de la mayoría de sus obras, especialmente el terrorismo y su repercusión, siendo esta el éxodo masivo de la mayoría de los "Kashmiri pandits".
Su obra magna es Katha Satisar (2001) la cual ha recibido varios premios, incluyendo el Subramanya Bharati Award, otorgado por el presidente de la India por su labor literaria. Sus obras han sido traducidas a numerosas lenguas indias y al inglés. Su novela Ailan Gali Zinda Hai ha sido traducida al inglés por primera vez de la mano de Manisha Chaudhry, y publicado por Zubaan Books. La traducción fue preseleccionada para el DSC Prize for South Asian Literature de 2005.
Su última novela Hindi épica, Katha Satisar (publicada por Rajkamal Publications), ha sido traducida al inglés por Ranjana Kaul como La saga de Satisar (publicada por Zubaan Books).
Chandrakanta vive en Gurgaon, India.

## Premios y honores
- Academia cultural Jammu Kashmir: Premio al mejor libro.
  - Arthantar (1982)
  - Ailan Galli Zinda Hai (1986)
  - O Son Kisri (1994)
  - Katha Satisar (2006)
- Academia Haryana Sahitya
  - Apne Apne Konark (1997)
  - Abbu Ne Kaha Tha (2006)
  - Hashiye Ki Ibarathen (2011)
- Ministerio de recursos y desarrollos humanos, gobierno de India
  - Baki Sab Khairiyat Hai (1983)
  - Poshnool Ki Wapasi (1989)
  - Badalte Haalat Mein (2003 – 2004)
- Academia de Hindi, Delhi
- Katha Satisar (2002)
- Vyas Samman, K. K. Birla Fundación, Delhi
- Katha Satisar, Novela (2005)
  - Chandrawati Shukla Puraskar, Varanasi:
    - Katha Satisar, Novel (2006)

  - Kalpana Chawla Excellence Award for excellence in Hindi Literature (2005)
  - Richa Samman, Delhi for Hindi Literature (2006)
  - Wagmani Samman (2007)
  - Hindi Academy, Delhi Sahityakar Samman (2008)
  - Honored by First Lady of India (Mrs. Sharma) (1996)
  - Rashtriya Bhasha Gaurav Samman (2006)
  - Community Icon Award by All India Kashmiri Samaj (2006)
  - Sauhard Samman, Hindi Sansthan, Uttar Pradesh (2008)
  - Wagh Devi Puraskar, Kamla Goenka Foundation (2011)
  - Bal Mukund Puraskar, Haryana Sahitya Academy (2013)
  - Mahatma Gandhi Sahitya Saman, Lucknow (2014)
  - DSC Prize for South Asian Literature (2012), shortlist, A Street in Srinagar
  - Subramanyam Bharati Sahitya Samman, awarded by the President of India (2017)

## Trabajos
Colección de novelas e historias
- Salakhon Ke Peeche
- Galat Logon Ke Beech
- Poshnool Ki Vapasi
- Ailan Gali Zinda Hai
- Dahleez Por Niyay
- Apne Apne Konark
- O Sonkisri
- Suraj Ugne Tak
- Kothe Par Kaga
- Kali Baraf
- Katha Nagar
- Arthantar
- Katha Satisar
- Antim Sakshya
- Yahan Vitasta Behti Hai
- Baki Sab Khariyat Hai
- Badalte Haalat Mein
- Abbu Ne Kaha Tha
- Tanti Bai
- Raat Mein Saagar
- Alcatraz Dekha
- Anchalik Kahaniyan
- Prem Kahaniyan
- Charchit Kahaniyan
- Yaadgaree Kahaniyan
- Dus Pratinidhi Kahaniyan
- Cheynit Kahaniyan
- Chunihui Kahaniyan
- Lokpriya Kahaniyan
- Katha Samagr (4 volúmenes)

Poesía
- Yaheen Kahin Aas Paas

Memorias
- Hashiye Kee Ibaratein
- Mero Bhoj Patr
- Prashno Ke Dayire mein (Entrevistas)